# Кремлівська АЗС на Волхонці
Кремлівська АЗС на Волхонці — за деякими відомостями, одна з найстаріших бензоколонок Москви. Діє та призначена тільки для урядових автомобілів. Єдина бензоколонка в межах Бульварного кільця, єдиний реалізований елемент Палацу Рад і одна з останніх збережених будівель радянського ар-деко.
За однією з версій, побудована за типовим проектом відомого архітектора Олексія Душкіна (автора сталінського хмарочоса біля Червоних воріт, «Дитячого світу» на Луб'янці, станції метро «Кропоткінська»). Має статус знову виявленого пам'ятника архітектури.

## Історія
«Бензоколонка мала стати частиною величезного комплексу Палацу Рад, який хотіли побудувати на місці підірваного в 1931 році храму. Але зрештою тут відкрили басейн „Москва“, а АЗС стала єдиним нагадуванням про грандіозні плани. (…) Практично всі оригінальні деталі збереглися недоторканими, окрім самих колонок — їх кілька років тому замінили на нові».
Інша бензоколонка, побудована за аналогічним проектом, покинута і розташована в районі «Аеропорт», за адресою вулиця Черняховського, між будинками 16 і 18.
|  | Сьогодні це «кремлівська», режимна бензоколонка — між іншим, останній рудимент стародавньої функції Государевих стаєнь.(«Архнагляд») |

«Нова Газета» спробувала уточнити право власності: «В Інтернеті, до речі, є купа офіційних містобудівних документів, де про бензоколонку йдеться, як про об'єкт Федеральної служби охорони. Але в самій ФСО мені заявили, що ні про яку АЗС на Волхонці № 16 не знають і не чули, інформація закрита, і все тут».

## Доля у XXI столітті

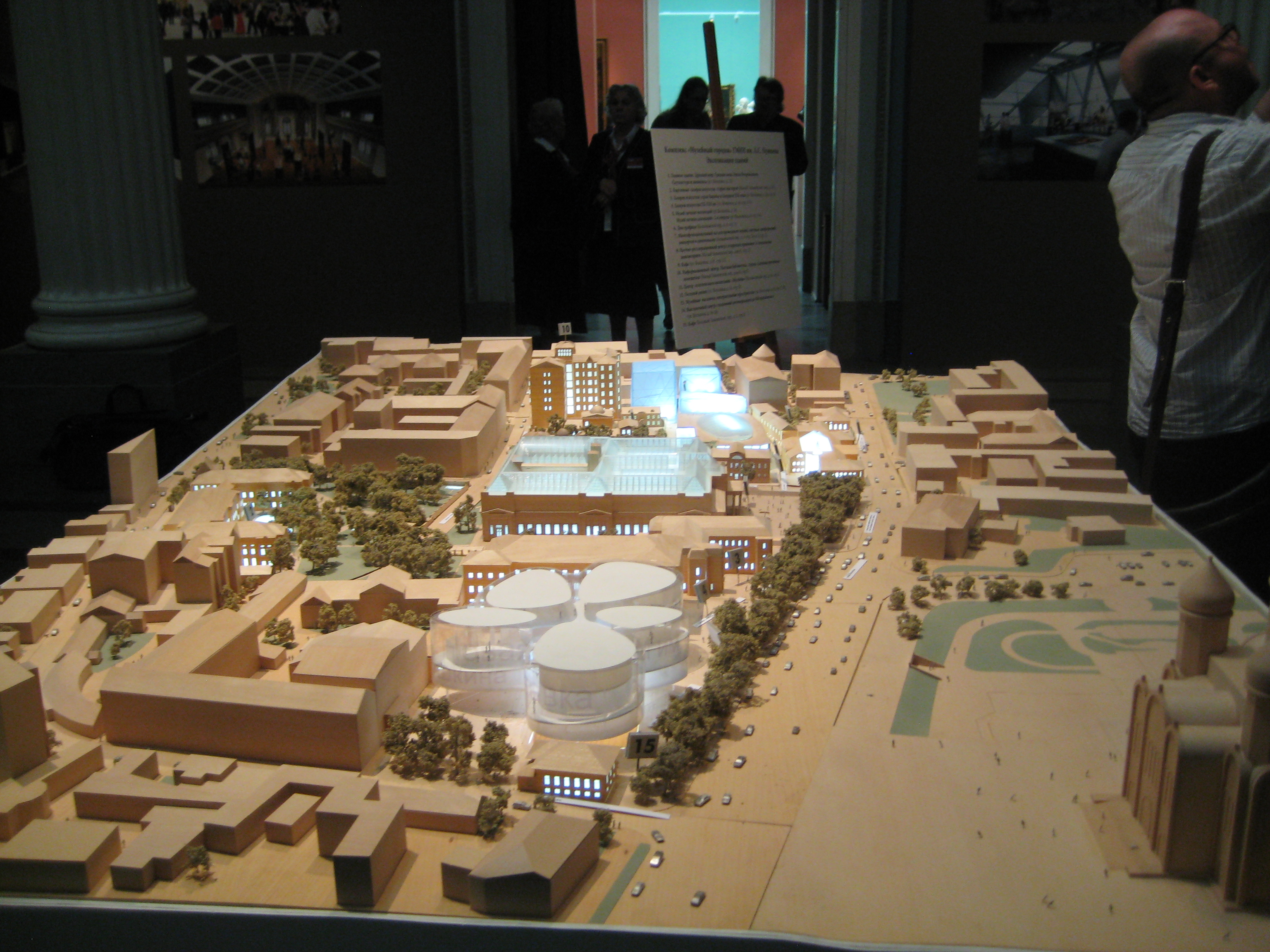
Макет кварталу в 2012 році

У 2010 роках було вирішено перетворити сусідній Пушкінський музей в Музейне містечко, заради чого планується перебудувати квартал. Бензоколонка, яка займає великий простір навпроти Храму Христа Спасителя, опинилася під загрозою знесення. Зокрема, серед макетів, презентованих відомим англійським архітектором Норманом Фостером, на її місці зображений хай-теківський п'ятилисник. Пізніше ця ідея була відкинута, однак в 2013 році під час обговорення на Архраді проекту «з-поміж висловлених музею рекомендацій пролунала пропозиція перенести на інше місце бензоколонку і побудувати на її місці виставкову залу».